# Matthieu Garrigou-Lagrange
Pour les articles homonymes, voir Garrigou et Lagrange.
Matthieu Garrigou-Lagrange est un écrivain, journaliste, producteur et animateur de radio français né le 7 juin 1980.

## Biographie
En 2021, son deuxième roman, Le Brutaliste, paraît aux éditions de l'Olivier.
D'abord producteur délégué de l'émission Travaux publics de 2003 à 2007, il coordonne ensuite de 2007 à 2014, en remplacement de Michel Cazenave, la production des documentaires biographiques du programme Une vie, une œuvre,, tout en coproduisant et coanimant avec Joseph Confavreux, Xavier de La Porte et Louise Tourret le programme Zone de libre échange (2008-2009), puis en produisant et animant Les Nouveaux Samedis (2009) autour de sujets patrimoniaux.
Durant la saison 2014-2015, il est producteur et présentateur de l'émission Modes de vies, mode d'emploi, qui vise à comprendre les changements de la société française à travers l'analyse du cadre de vie quotidien (urbanisme, architecture, design).
À partir de septembre 2015, il produit et anime l'émission de la tranche 15 h-16 h du lundi au jeudi sur France Culture : tout d'abord Culture musique (2015-2016), puis à partir de janvier 2016 La Compagnie des auteurs,, consacrée au patrimoine littéraire mondial, l'émission étant renommée en septembre 2019 La Compagnie des œuvres, pour élargir son propos à l'ensemble du patrimoine artistique mondial. À partir de septembre 2021, la case est consacrée à la culture générale avec l'émission Sans oser le demander, toujours produite et animée par Matthieu Garrigou-Lagrange, mais désormais du lundi au vendredi.
Sur la même antenne, il est également l’auteur de cinq Grandes traversées d'été : « François Mauriac, vous comprenez » (2006) ; « Françoise Sagan, plus grave que prévu » (2010) ; « Picasso, l’œil du Minotaure » (2012) ; « L’été 1913 » (2013), « L’invention du climat » (2015) et « La comtesse de Ségur, sans manière » (2020). En juillet 2020, il anime une série de cinq épisodes de l'émission Avoir raison avec… consacrée à l'architecte américain Frank Lloyd Wright.
Durant deux saisons (sept 2022-juin 2024) il produit et anime l'émission de géographie de France Culture Géographie à la carte.
À la rentrée 2024, il lance l'émission Salle des archives, qui consiste en un récit en séries de plusieurs épisodes, raconté avec des archives commentées par des invités.

## Décoration
- 2020 : Chevalier de l'ordre des Arts et des Lettres[15]

## Publications
- Ensuite, avenue d'Auteuil : roman, Paris, Albin Michel, 2005, 248 p. (ISBN 2-226-16727-7)
- (Dir. d'ouvrage), Destins inoubliables, Paris, Albin Michel, 2014, 496 p. (ISBN 978-2-226-25909-7 et 2-226-25909-0) Vingt-huit destins inoubliables choisis parmi les mille deux cents de l'émission de France Culture Une vie, une œuvre[16].
- Le Brutaliste, roman, éditions de l'Olivier, 2021[17]